# Vince Grella
Vincenzo "Vince" Grella  (n. Melbourne, Australia, el 5 de octubre de 1979) es un exfutbolista australiano que jugaba de mediocampista su último club fue el Melbourne Heart de la A-League de Australia.  A partir de julio de 2022 asume el cargo de vicepresidente y director ejecutivo de Catania SSD propiedad de Ross Pelligra australiano de origen siciliano.

## Clubes
| Club                 | País       | Año         |
| -------------------- | ---------- | ----------- |
| Canberra Cosmos      | Australia  | 1996 - 1997 |
| Carlton SC           | Australia  | 1997 - 1999 |
| Sydney Football Club | Australia  | 1998 - 2000 |
| Ternana Calcio       | Italia     | 2000 - 2001 |
| Empoli FC            | Italia     | 2001 - 2004 |
| Parma FC             | Italia     | 2004 - 2007 |
| Torino FC            | Italia     | 2007 - 2008 |
| Blackburn Rovers     | Inglaterra | 2008 - 2012 |
| Melbourne Heart      | Australia  | 2012        |

## Selección nacional
Ha sido internacional con la Selección de fútbol de Australia, ha jugado 46 partidos internacionales.

### Participaciones en Copas del Mundo
| Mundial                        | Sede      | Resultado        |
| ------------------------------ | --------- | ---------------- |
| Copa Mundial de Fútbol de 2006 | Alemania  | Octavos de final |
| Copa Mundial de Fútbol de 2010 | Sudáfrica | Primera fase     |

## Catania
A partir de julio de 2022 asume el cargo de vicepresidente y director ejecutivo de Catania SSD propiedad de Ross Pelligra australiano de origen siciliano. https://www.sporticily.it/2022/07/13/catania-ssd-arl-nuova-societa-pelligra-grella-nomine/